# 瓦沙罗什东博
瓦沙罗什东博，是匈牙利巴兰尼亚州所辖的一个村。总面积11.74平方公里，总人口1134，人口密度96.6人/平方公里（2011年1月1日）。